# Kalli
Il lago Kalli (in estone: Kalli järv) è un lago situato nei pressi di Vara (in località Praaga).